# James Hogun
James Hogun (? - 4 janvier 1781) est l'un des cinq généraux de la Caroline du Nord qui servit dans la Continental Army lors de la guerre d'indépendance des États-Unis. Né en Irlande, Hogan émigre en Caroline du Nord, alors colonie britannique, en 1751. Il s'établit dans le comté de Halifax et fonde une famille avant de devenir une figure locale importante.
Membre du Comité de sécurité du comté, il représente ce dernier au North Carolina Provincial Congress (en) et participe à la rédaction de la première Constitution de la Caroline du Nord (en). Initialement major dans le 7e régiment de Caroline du Nord (en), Hogun grimpe rapidement les échelons pour devenir en 1776 le commandant de l'unité. Il participe aux batailles de Brandywine et de Germantown en 1777. Le Congrès continental promeut Hogun au grade de général de brigade en 1779, bien que plusieurs congressistes et l'Assemblée générale de Caroline du Nord aient préféré voir Thomas Clark (en) promu.
Hogun est au commandement de la brigade de la Caroline du Nord pendant le siège de Charleston au printemps 1780, qui finit par la capitulation de presque tous les régiments de l'infanterie régulière de la Caroline du Nord ainsi que plus de 5 000 soldats Patriots du major-général Benjamin Lincoln. Hogun est l'officier le plus haut gradé de la Caroline du Nord à être capturé et emprisonné après la reddition de Charleston. Il est interné dans un camp de prisonnier de guerre près de Charleston. Et malgré une offre de liberté sous parole, Hogun préfère l'emprisonnement afin d'empêcher l'armée britannique de recruter des soldats continentaux pour sa campagne dans les Antilles. Il tombe malade et meurt emprisonné le 4 janvier 1781 à Haddrel's Point, une péninsule dans le port de Charleston.

## Jeunesse
Jusqu'à la guerre d'indépendance des États-Unis, une grande partie de la jeunesse de James Hogun demeure inconnue. Il immigre en Caroline du Nord depuis l'Irlande, son lieu de naissance, en 1751, et le 3 octobre de cette année-là, il épouse Ruth Norfleet. Le couple a un fils, Lemuel. Hogun construit sa maison près de la ville actuelle de Hobgood dans le comté de Halifax.
En 1774, Hogun devient membre du comité de sécurité du comté de Halifax, ce qui souligne son ascension sociale depuis son arrivée dans la colonie 23 ans auparavant. Entre le mois d'août 1775 et le mois de novembre 1776, Hogun représente le comté de Halifax dans les troisième, quatrième et cinquième North Carolina Provincial Congress (en) et manifeste son intérêt pour les questions militaires. En tant que délégué, Hogun participe à la rédaction de la première Constitution de la Caroline du Nord (en).

## Guerre d'indépendance

### Premier commandement

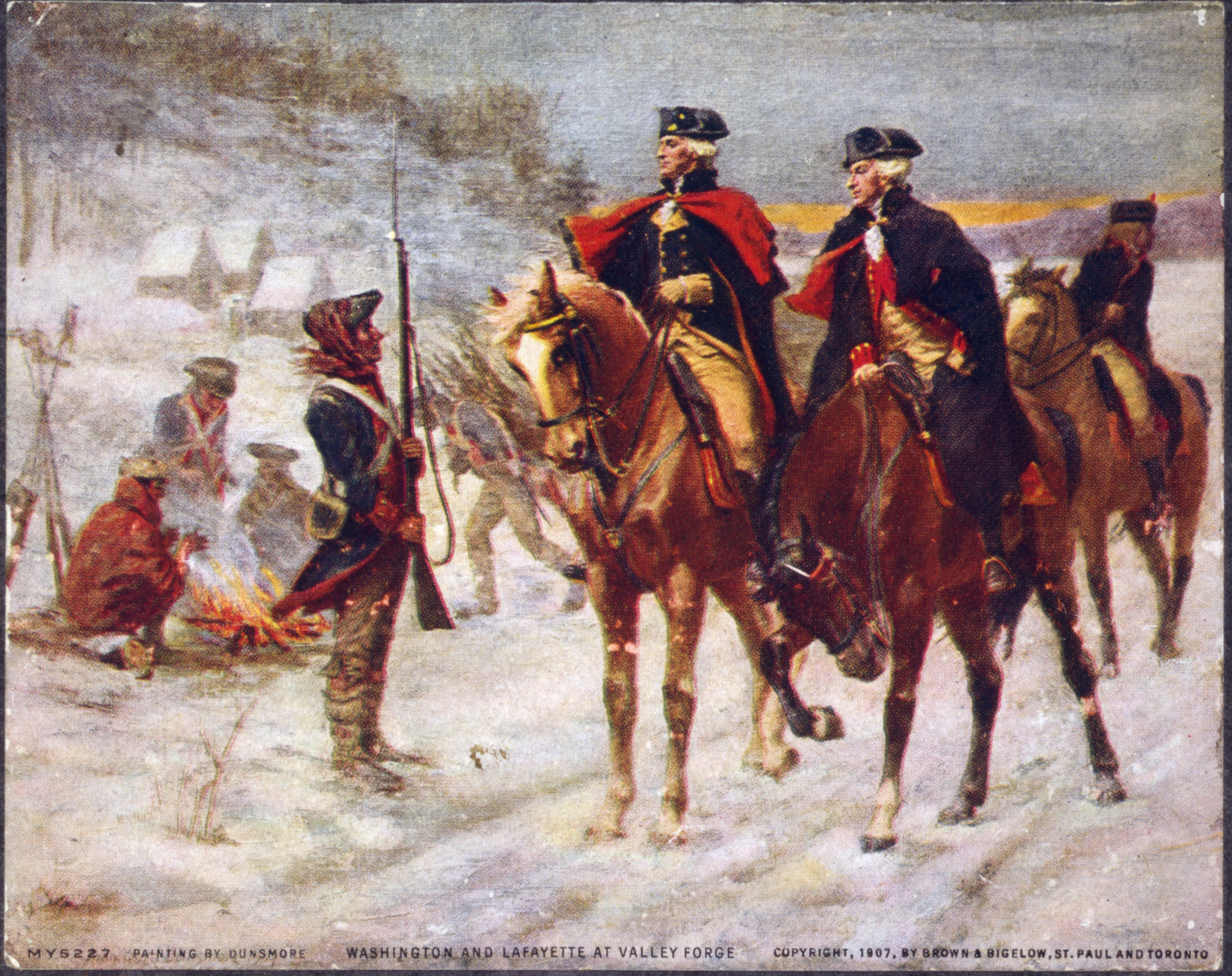
Washington et La Fayette à Valley Forge (peinture de John Ward Dunsmore, 1907).

Hogun est nommé major dans le 7e régiment de Caroline du Nord (en) en avril 1776 et reçoit le commandement de l'unité le 26 novembre 1776. Initialement, le régiment a quelques difficultés à s'organiser après que plusieurs des officiers aient retardé leurs obligations militaires afin de prendre soin de leurs affaires personnelles. Hogun est forcé de réprimander ses officiers, les menaçant de leur retirer leur charge. En même temps, l'incertitude envahit la Caroline du Nord, alors que les loyalistes essaient d'empêcher l'enrôlement des patriotes en répandant des rumeurs au sujet de la disparition imminente de l'armée patriotique dans le nord et de la maladie qui aurait ravagé ces forces.
Avec son régiment, Hogun combat l'armée britannique dans les batailles de Brandywine et de Germantown, et il est présent à Valley Forge durant l'hiver 1777-1778. En 1778, Hogun reçoit l'ordre de participer au recrutement des régiments supplémentaires (en) demandés par le Congrès continental à la Caroline du Nord, et de rejoindre West Point avec le premier régiment recruté. Après son arrivée, et tout au long de la fin de l'automne et de l'hiver de 1778 à 1779, le régiment de Hogun est chargé de construire les fortifications de West Point. Hogun n'est pas satisfait de cette mission, mais ses hommes manquent d'armes pour leur permettre de servir d'unité de combat à cette époque. Il leur faut encore réquisitionner environ 400 fusils pour que le régiment soit pleinement armé.

### Promotion et Philadelphie
Au début de 1779, le major-général Benedict Arnold, alors commandant de Philadelphie en Pennsylvanie, demande que le général George Washington lui envoie un régiment additionnel de soldats continentaux pour garder les magasins des patriotes à Philadelphie. C'est Hogun qui est missionné avec son nouveau régiment et il arrive à Philadelphie au plus tard le 19 janvier 1779.
Le 9 janvier 1779, alors qu'il se rend à Philadelphie, Hogun est promu général de brigade par le Congrès continental. Sa promotion provient en partie à l'action de Thomas Burke (en), un délégué du Congrès continental de la Caroline du Nord, et un compagnon Irlandais de Hogun, surnommé l'« intrépide distingué ». Cette promotion entraine une certaine controverse, car l'Assemblée générale de Caroline du Nord, qui est habituellement consultée pour la promotion des généraux de cet État, avait déjà proposé Thomas Clark (North Carolina) (en) et Jethro Sumner pour la promotion au grade de général de brigade. Sumner est promu, mais la nomination de Clark est repoussée en faveur de Hogun, qui reçoit l'appui de neuf des treize États,. La surprenante victoire de Hogun est due en grande partie aux efforts de lobbying de Burke auprès de ses collègues du Congrès continental. En raison de conventions politiques régissant ces questions, Burke était normalement lié par le vote de l'Assemblée générale de Caroline du Nord à soutenir les recommandations de Clark et de Sumner, mais il a cependant œuvré à convaincre d'autres congressistes de voter pour Hogun. Hogun est nommé pour succéder à Arnold comme commandant de Philadelphie le 19 mars 1779, servant à ce poste jusqu'au 22 novembre de cette année-là.

### Campagne de Charleston

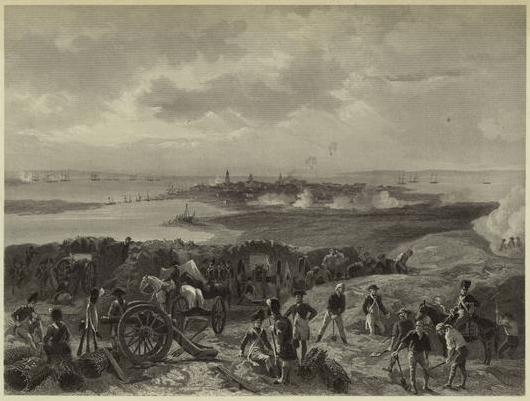
Une représentation en noir et blanc d'Alonzo Chappel du siège de Charleston, dépeignant l'engagement du point de vue britannique. La position de Hogun est à gauche des lignes patriotes depuis ce point de vue.

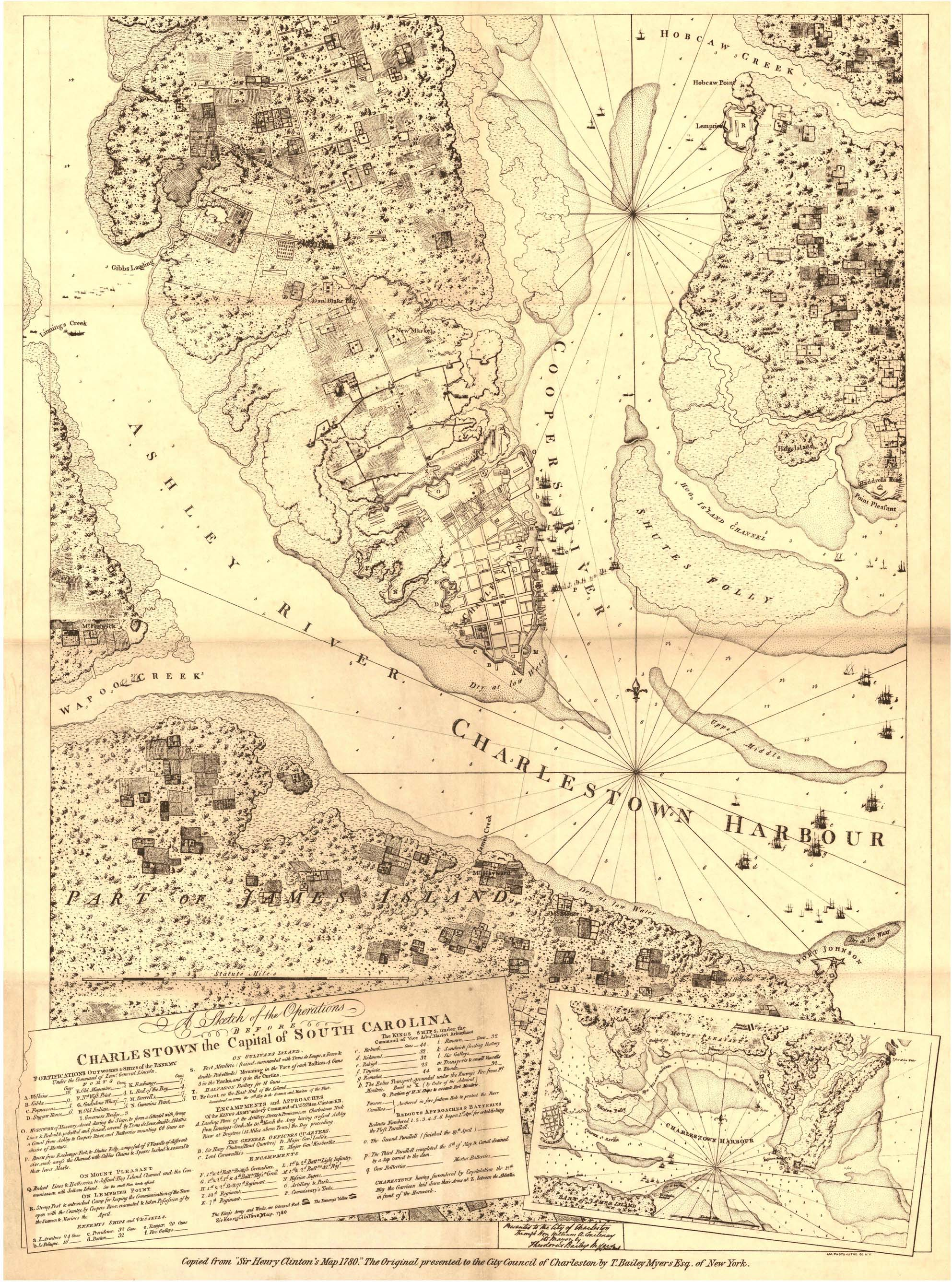
Une copie de la carte 1780 du général Henry Clinton du siège de Charleston, montrant l'emplacement de Haddrel's Point où Hogun est mort, à l'extrême droite.

En novembre 1779, Hogun prend le commandement de la brigade de la Caroline du Nord, composée des 1er (en), 2e (en), 3e (en) et 4e régiments (en) de la North Carolina Line (en). Au cours de l'hiver 1779-80, Hogun dirige la brigade composée d'environ 700 hommes de Philadelphie à Charleston en Caroline du Sud, où elle est placée sous le commandement du général de division Benjamin Lincoln. La marche est ardue, et la brigade de Hogun subit l'un des hivers les plus froids et les plus durs depuis des années.
Hogun arrive à Charleston le 13 mars 1780, ce qui, selon Lincoln, apporte un « merveilleux état d'esprit à la ville et la confiance dans l'armée »,. Les Caroliniens du Nord se sont immédiatement mis à la tâche pour défendre la ville, qui est menacée d'un siège par le général britannique Henry Clinton au début du mois de mars. Mais, peu de temps après l'arrivée de Hogun, une grande partie des milices de la Caroline du Nord présentes dans la ville commencent à rentrer chez elles parce que leurs conditions d'enrôlement prennent fin vers le 24 mars. Les miliciens n'ont seulement accepté de servir que pour une période limitée et comme ils ne sont pas sous le commandement direct d'Hogun, ce dernier est impuissant à les empêcher de partir.
Charleston étant principalement située sur une péninsule, Lincoln aligne ses unités continentales afin de barricader l'entrée de la péninsule sur des positions défensives composée d'une ligne de redoutes, de redents, et de batteries. Ces ouvrages défensifs sont reliés par un parapet, et commandés depuis un ouvrage à cornes en saillie de la ligne défensive. Devant les fortifications, les forces des Patriotes ont creusé un fossé de 18 pieds de large et, entre le fossé et le parapet, ils ont construit une ligne d'abattis pour bloquer toute attaque britannique. Lorsque le siège de l'armée britannique commence véritablement le 1er avril, Hogun et ses hommes sont positionnés à droite des lignes de l'armée continentale, près de la Cooper River.
Hogun participe à un conseil de guerre le 20 avril 1780. Plusieurs membres du Conseil privé de la Caroline du Sud, une partie du gouvernement civil, ont menacé de bloquer les tentatives de l'armée continentale de se retirer de Charleston lors du conseil si ce dernier le propose. Bien que l'armée ne dispose seulement que de huit à dix jours de provisions, Lincoln s'incline sous la pression des autorités civiles et retarde l'évacuation. Le 26 avril, un autre conseil de guerre à laquelle Hogun est présent conclut que la présence britannique sur tous les côtés de la ville empêche l'évacuation de l'armée. Pendant les deux semaines qui suivent, les troupes britanniques et patriotiques échangent des tirs d'artillerie et de fusil à toute heure du jour, et les bombardements britanniques réduisent les défenses américaines.
Le 8 mai, Lincoln convoque un autre conseil de guerre avec tous ses officiers généraux, les officiers de campagne et les capitaines de navires pour discuter des modalités de reddition proposées par Clinton. Sur les 61 officiers présents à ce conseil, 49, incluant Hogun, votent pour offrir une proposition de capitulation au commandant britannique. Cette dernière est rejetée par les Britanniques, et, les hostilités se poursuivant, Lincoln doit appeler un autre conseil de guerre le 11 mai pour discuter davantage des modalités de capitulation. Le conseil vote finalement pour présenter d'autres conditions à Clinton, qui les accepte. Le 12 mai 1780, Hogun fait partie des officiers de Lincoln qui se rendent formellement à l'armée britannique, avec approximativement 5 000 soldats continentaux et miliciens. La reddition conduit à la perte de tous sauf un des régiments de la ligne de la Caroline du Nord, privant l'État de tous ces soldats réguliers non-miliciens. En tant que général de brigade, Hogun détient le rang le plus élevé des quelque 814 soldats continentaux de la Caroline du Nord qui capitulent à Charleston.

### Emprisonnement et mort
Plutôt que d'accepter une libération conditionnelle, Hogun demande à être fait prisonnier et interné au camp de prisonnier britannique d'Haddrel's Point sur Point Pleasant, situé actuellement à Mount Pleasant, en Caroline du Sud, en face de Sullivan's Island. La décision de Hogun repose sur sa volonté d'étouffer les efforts de recrutement britannique qui cherchent à enrôler des soldats continentaux capturés pour servir dans les Antilles britanniques. Les Britanniques, cependant, n'internent à Haddrel's Point que les officiers, les hommes du rang étant emprisonnés dans les casernes de Charleston.
Les officiers à Haddrel's Point sont soumis à un difficile traitement. Ils sont notamment empêchés de pêcher pour attraper des aliments dont ils ont grandement besoin et menacés de déportation vers la Caroline du Sud. Environ 3 300 soldats patriotes sont enfermés dans des camps de prisonniers autour de Charleston qui sont semblables à celui d'Haddrel's Point, et beaucoup sont destinés à l'enfermement sur navires pénitentiaires étroits et insalubres. En raison de ces conditions, beaucoup de soldats continentaux acceptent de se joindre aux régiments loyalistes, mais Hogun et d'autres officiers établissent des cours martiales dans les camps et tentent de maintenir une structure militaire digne. Mais rapidement la santé de Hogun diminue, et il meurt dans le camp de prisonnier le 4 janvier 1781. Il est enterré dans une tombe sans nom.

## Héritage
Le 14 mars 1786, l'assemblée législative de la Caroline du Nord accorde au fils de Hogun, Lemuel, un terrain de 4 900 hectares près de Nashville dans le Tennessee, en reconnaissance des services de son père. Hogun est l'un des vingt-deux généraux patriotes qui ont péri pendant la guerre d'indépendance des États-Unis et l'un des douze qui sont morts de maladie ou en dehors des combats. Au début du XXe siècle, le juriste et historien Walter Clark note que si les historiens contemporains connaissent bien la carrière de trois autres généraux de Caroline du Nord - les généraux de brigade Francis Nash et James Moore et le major-général Robert Howe — la carrière de Hogun ainsi que celle de Jethro Sumner a été négligée.
Les papiers personnels de Hogun semblent avoir été détruits alors qu'ils étaient en possession de ses descendants en Alabama pendant la guerre civile américaine, ne laissant pratiquement aucune correspondance subsistante afin d'éclairer davantage sa vie. En 1954, le North Carolina Highway Historic Marker Program, une division du Département des ressources culturelles de la Caroline du Nord (en), érige un monument historique en son honneur près de son ancienne maison dans le comté de Halifax.